# 双双燕
双双燕，词牌名，为史达祖首制，内容为吟咏双燕，故名。双调，上片九句，押五仄韵，四十八字；下片十句，押七仄韵，五十字，共九十八字。

## 词牌格式
仄平仄仄，仄（去）平仄平平，仄平平仄（韵）。平平仄仄，仄仄仄平平仄（韵）。
平仄（去）平平仄仄（韵），仄仄仄、平平平仄（韵）。平平仄仄平平，仄仄平平平仄（韵）。
平仄（韵），平平仄仄（韵），仄（去）仄仄平平，仄平平仄（韵）。平平平仄，仄仄仄平平仄（韵）。
平仄平平仄仄（韵）。仄仄仄、平平平仄（韵）。平仄仄仄平平，仄仄仄平平仄（韵）。

## 例词
史达祖
过春社了，度帘幕中间，去年尘冷。差池欲往，试入旧巢相并。
还相雕梁藻井，又软语商量不定。飘然快拂花梢，翠尾分开红影。
芳径，芹泥雨润。爱贴地争飞，竞夸轻俊。红楼归晚，看足柳暗花瞑。
应自栖香正稳，便忘了、天涯芳信。愁损翠黛双蛾，日日画栏独凭。